# Mistrzostwa Europy w Piłce Ręcznej Mężczyzn 2032
Ten artykuł dotyczy przyszłego wydarzenia sportowego. Informacje w nim zawarte zmienią się w przyszłości.
Mistrzostwa Europy w Piłce Ręcznej Mężczyzn 2032 – dwudzieste mistrzostwa Europy w piłce ręcznej mężczyzn, oficjalny międzynarodowy turniej piłki ręcznej o randze mistrzostw kontynentu organizowany przez EHF, mający na celu wyłonienie najlepszej męskiej reprezentacji narodowej w Europie zaplanowane do rozegrania w dniach od 15 stycznia do 1 lutego 2032 roku w Niemczech i Francji. W turnieju wezmą udział dwadzieścia cztery zespoły.

## Wybór organizatora
Na początku lipca 2023 roku Europejska Federacja Piłki Ręcznej ogłosiła, że gospodarz mistrzostw zostanie wybrany pod koniec roku 2024 roku podczas nadzwyczajnego Kongresu zorganizowanego w nowej siedzibie tej organizacji, a w sierpniu ustaliła ramy czasowe wyboru organizatora. Ostateczny termin składania wstępnych propozycji, a następnie oficjalnych aplikacji, upływał odpowiednio 1 listopada 2023 i 1 czerwca 2024 roku, zaś zatwierdzenie aplikacji przez Zarząd EHF miało nastąpić 21 czerwca tegoż roku. Z końcem września 2024 Zarząd EHF wskazałby – po ich zaopiniowaniu – zaakceptowane kandydatury, które zostałyby poddane pod głosowanie 14 grudnia 2024 roku. Wstępne zainteresowanie organizacją mistrzostw w wyznaczonym terminie wyraziło osiem państw, złożono jednak trzy oficjalne aplikacje – chorwacką, turecką oraz wspólną niemiecko-francuską. Po wycofaniu się Turcji i Chorwacji na grudniowym nadzwyczajnym Kongresie EHF została zaakceptowana pozostała kandydatura.
Będą to drugie męskie ME w Niemczech, dla Francji natomiast będzie to debiut w tej roli – oba te kraje organizowały już żeńskie zawody tej rangi.